# Ленканские языки
Ленканские языки (языки ленка) — небольшая семья практически вымерших индейских языков Мезоамерики.
Включает два языка, отдалённо родственных друг другу:
- гондурасский ленка — о нескольких полуносителях сообщалось в 1990-х годах, около 100 000 чел. в этнической группе; упоминаются следующие диалекты: серкинский (serkin, cerquín), каре (kare, care), собственно ленка (lenka, lenca), коло (kolo, colo)[4].
- чиланга (сальвадорский ленка, потон; potón, chilanga) — о последнем носителе сообщалось в 1970-х годах, численность этнической группы — 36 858 чел.

## Распространение
Прародина ленка находилась видимо в центральном Гондурасе. Оттуда сальвадорские ленка достигли восточного Сальвадора примерно к началу нашей эры. Им приписывается классическое городище Келепа (Quelepa).
Ко времени испанского вторжения в Центральную Америку в начале XVI века на ленканских языках говорило племя ленка в регионе, включающем северо-запад и юго-запад Гондураса, а также прилегающие районы на востоке Сальвадора к востоку от реки Лемпа. Хотя племя ленка до сих пор проживает в указанном регионе, Лайл Кэмпбелл писал в 1970-е гг, что обнаружил всего одного живого носителя в городе Чиланга (Сальвадор), а в Гондурасе вообще ни одного. К настоящему времени язык должен был исчезнуть, однако в 1990-х годах сообщалось о нескольких полуносителях гондурасского ленка.
Индейские движения в обеих странах пытаются возродить язык. По недавним сообщениям прессы из Гондураса в государственных школах региона, где проживает племя ленка, начинают использовать учебники на гондурасском ленка.

## Внешняя классификация
В разное время выдвигались гипотезы о родстве ленканских с чибчанскими (в составе макро-чибчанской макросемьи), шинканскими, юто-ацтекскими, мисумальпанскими и другими языками, однако ни одна из них не подтверждена до настоящего времени.

## Реконструкция
Для прото-ленканского реконструирован следующий набор фонем: /p, t, k, p’, t’, c’, k’, s, 1, r, w, y; i, e, a, o, u/.